# سيمير محجوب
سيمير محجوب هو شخصية أعمال سويدي، ولد في 19 ديسمبر 1964 في تونس في تونس.

## سيرة شخصية
شغل سمير محجوب مناصب مختلفة في إريكسون بين عامي 1994 و 2000 ، وبين عامي 2005 و 2012 ، بما في ذلك رئيس شركة التجارة عبر الهاتف المحمول إريكسون للخدمات المالية. في عام 2000 ، شارك في تأسيس شركة برمجيات الاتصالات Incomit ، التي استحوذت عليها BEA Systems في 2005.